# Louis Lavelle

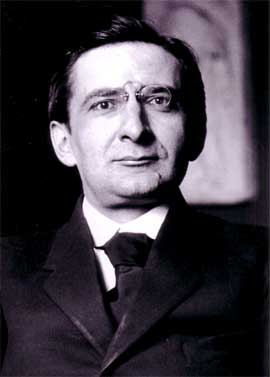
Louis Lavelle

Louis Lavelle (* 15. Juli 1883 in Saint-Martin-de-Villeréal, Département Lot-et-Garonne; † 1. September 1951 ebenda) war ein Philosoph, der dem Französischen Spiritualismus in der Tradition von Henri Bergson zugerechnet wird.
Nach dem Studium bei Arthur Hannequin, Léon Brunschvicg und Henri Bergson erhielt Lavelle 1909 die Agrégation in Philosophie. Er unterrichtete an verschiedenen Gymnasien, u. a. am renommierten Lycée Louis-le-Grand in Paris und war als Professor am Collège de France tätig. Er zählt zu den bedeutenden Vertretern des Französischen Spiritualismus. Lavelles Philosophie geht von der Teilhabe (la participation) aus, also der Erfahrung, als Teil des Seins an ihm teilzunehmen. Mit dieser grundlegenden Erfahrung entdeckt der Mensch „das tiefste und schönste aller Mysterien: ‚Zum Schöpfer erschaffen zu sein‘.“ Da das alles umfassende Sein, platonisch verstanden, auch das Gute sein muss, hat Lavelles Philosophie einen eminent optimistischen Grundzug. Auch Das Übel und das Leid, so sein gleichnamiger Essay, hat noch einen tieferen Sinn: „Wir können das Schicksal der Kreaturen beklagen, die dem Leiden in einer blinden und teilnahmslosen Welt ausgeliefert sind. Dieses Leiden könnte aber eine Bewährungsprobe sein für ihre Willenskraft, ihre Stärke, Lauterkeit und Güte. Diese harte, strenge und leidvolle Welt wäre dann keine schlechte Welt.“
Ab 1928 veröffentlichte er sein Hauptwerk, die Dialektik des ewig Gegenwärtigen (La Dialectique de l’éternel présent), das auf fünf Bände hin konzipiert war: Der erste handelt Vom Sein (De l'Être). Es folgten Vom Akt (De l'Acte), Von Zeit und Ewigkeit (Du Temps et de l'Éternité) und zuletzt 1951 Von der menschlichen Seele (De l'Âme humaine). Den fünften Band Von der Weisheit (De la Sagesse) konnte er nicht mehr vollenden. Mit René Le Senne gründete er 1934 die Buchreihe Philosophie de l’esprit im Verlag Aubier-Montaigne, in der vor allem Werke zum Französischen Spiritualismus erschienen.

## Werke
- La dialectique du monde sensible. Les Belles Lettres, 1922; PUF, 1954.
- La perception visuelle de la profondeur. Les Belles Lettres, 1922.
- De l'être. Alcan, 1928; 1932; Aubier, 1947.
- La Conscience de soi. Grasset, 1933; 1951; Christian de Bartillat, 1993.
- La Présence totale. Aubier, 1934. (dt. Die Gegenwart und das Ganze. Entwurf einer Philosophie des Seins und der Teilhabe, Schwann, Düsseldorf 1952)
- Le Moi et son destin. Aubier, 1936.
- De l'acte. Aubier, 1937; 1946; 1992.
- L'Erreur de Narcisse. Grasset, 1939; La Table Ronde, 2003. (dt. Der Irrtum des Narziss, Herold, München 1955)
- Le Mal et  la souffrance. Plon, 1940; Dominique Martin Morin, 2000. (dt. Das Übel und das Leid, Lepanto, Rückersdorf 2022)
- La Parole et l’écriture. L'Artisan du livre, 1942; Le Félin, 2007.
- La philosophie  française entre les deux guerres. Aubier, 1942.
- Du temps et de l'éternité. Aubier, 1945.
- Introduction à l'ontologie. PUF, 1947; Le Félin 2008. (dt. Einführung in die Ontologie, Schäuble, Köln 1970, übersetzt von Karl Albert)
- Les Puissances du moi. Flammarion, 1948.
- De l'âme humaine. Aubier, 1951.
- Quatre saints. Albin Michel, 1951; sous le titre De la sainteté, Christian de Bartillat, 1993.
- Traité des valeurs: tome I, Théorie générale de la valeur, PUF, 1951; 1991.
- Traité des valeurs: tome II, Le système des différentes valeurs, PUF, 1955; 1991.
- De l'intimité spirituelle. Aubier, 1955. (dt. Begegnungen mit Heiligen, Grünewald, Mainz 1957)
- Conduite à l'égard d'autrui. Albin Michel, 1958.
- Morale et religion. Aubier, 1960.
- Manuel de méthodologie dialectique. PUF, 1962.
- Panorama des doctrines philosophiques. Albin Michel, 1967.
- Psychologie et spiritualité. Albin Michel, 1967.
- Sciences, esthétique, métaphysique. Albin Michel, 1967.
- Zwei metaphysische Betrachtungen. Richarz, Sankt Augustin 1983
- Das Übel und das Leid. Lepanto, Rückersdorf 2022, ISBN 978-3-942605-27-4 (Übersetzt von Hartmut Sommer).